# Орлинское (Донецкая область)
О́рлинское — село на Украине, в Волновахском районе Донецкой области. Подчиняется Старомлыновской сельской общине.

## География
Село расположено на границе Донецкой и Запорожской областей, в 70 километрах от районного центра Волноваха и в 108 километрах западнее областного центра города Донецк. В селе всего одна улица — ул. Космонавтов, нумерация домов возрастает с юга на север. Достопримечательностями села Орлинское являются ботанический заказник местного значения Балка Орлинская и ставок с солёной водой.

## История
Село было основано в 1868 году (в других источниках, в качестве года основания указывается 1870 год) лютеранскими поселенцами из мариупольских немецких колоний. До 1917 года носило название Эйгенфельд (также Айгенфельд, нем. Eigenfeld), относилось к Екатеринославской губернии, Мариупольского уезда, Майорской (Романовской, Людвигстальской) волости. Лютеранский приход Людвигсталь (нем. Ludwigstal). Площадь села, по данным от 1911 года, составляла 2100 десятин.

## Население
- 1897 год — 170 чел.
- 1905 год — 79 чел.
- 1911 год — 230 чел.
- 1919 год — 243 чел.
- 2007 год — 173 чел.